# مقلب

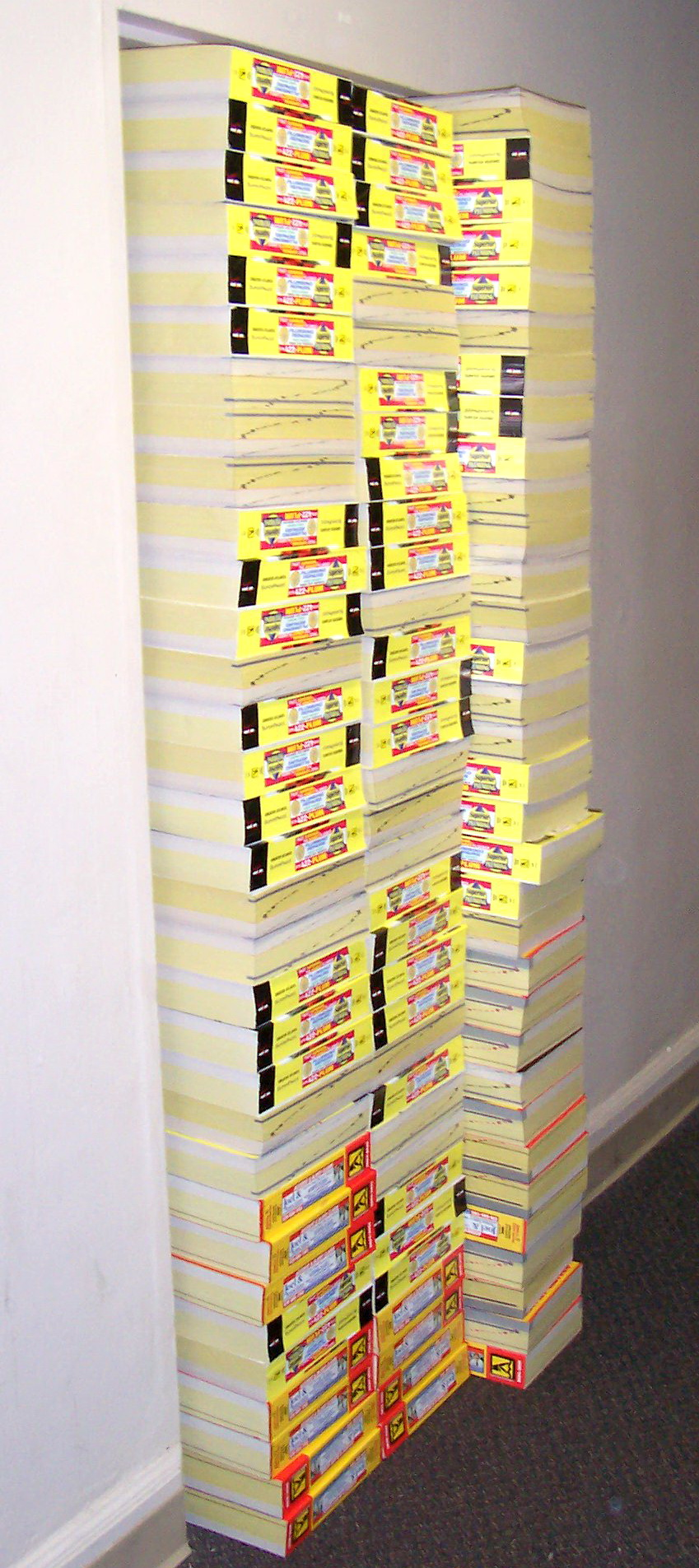

مقلب (بالإنجليزية: Practical joke)‏ هي خدعة للضحك يهيئها شخص أو أكثر على شخص آخر وهدفه منها مفاجئته أو إيذائه أحياناً، المقالب أصبحت شائعة وكان لانتشار وسائل الإعلام وبرامج الكاميرا الخفية دور في ذلك. في الثقافة الغربية يعتبر يوم كذبة أبريل اليوم السنوي لأجل صنع المقالب والخدع.